# Morelábor
Morelábor er en kommune i det sydøstlige Spanien i provinsen Granada. Den har et indbyggertal på 587 (2024) indbyggere.